# Austin-Bergstrom International Airport

i7
i11
i13
Der Austin-Bergstrom International Airport (IATA-Code: AUS, ICAO-Code: KAUS) ist der größte Flughafen der Stadt Austin im US-Bundesstaat Texas. Zuvor als Bergstrom Air Force Base ausschließlich militärisch genutzt, ersetzte er 1999 den bisherigen Robert Mueller Municipal Airport.
Nach einem deutlichen Wachstum ist er mittlerweile der nach Passagieren drittgrößte Flughafen in Texas, landesweit liegt er auf Platz 30.

## Lage und Verkehrsanbindung
Der Austin-Bergstrom International Airport liegt zehn Kilometer südöstlich der Innenstadt von Austin. Das Barbara Jordan Terminal verfügt über eine Anschlussstelle am Texas State Highway 71, welcher westlich des Flughafens den U.S. Highway 183 kreuzt, östlich des Flughafens kreuzt der Texas State Highway 71 den Texas State Highway 130.
Der Flughafen wird durch Busse in den öffentlichen Personennahverkehr eingebunden, die Route 20 der Capital Metropolitan Transportation Authority fährt das Barbara Jordan Terminal regelmäßig an.

## Geschichte

### Bergstrom Air Force Base

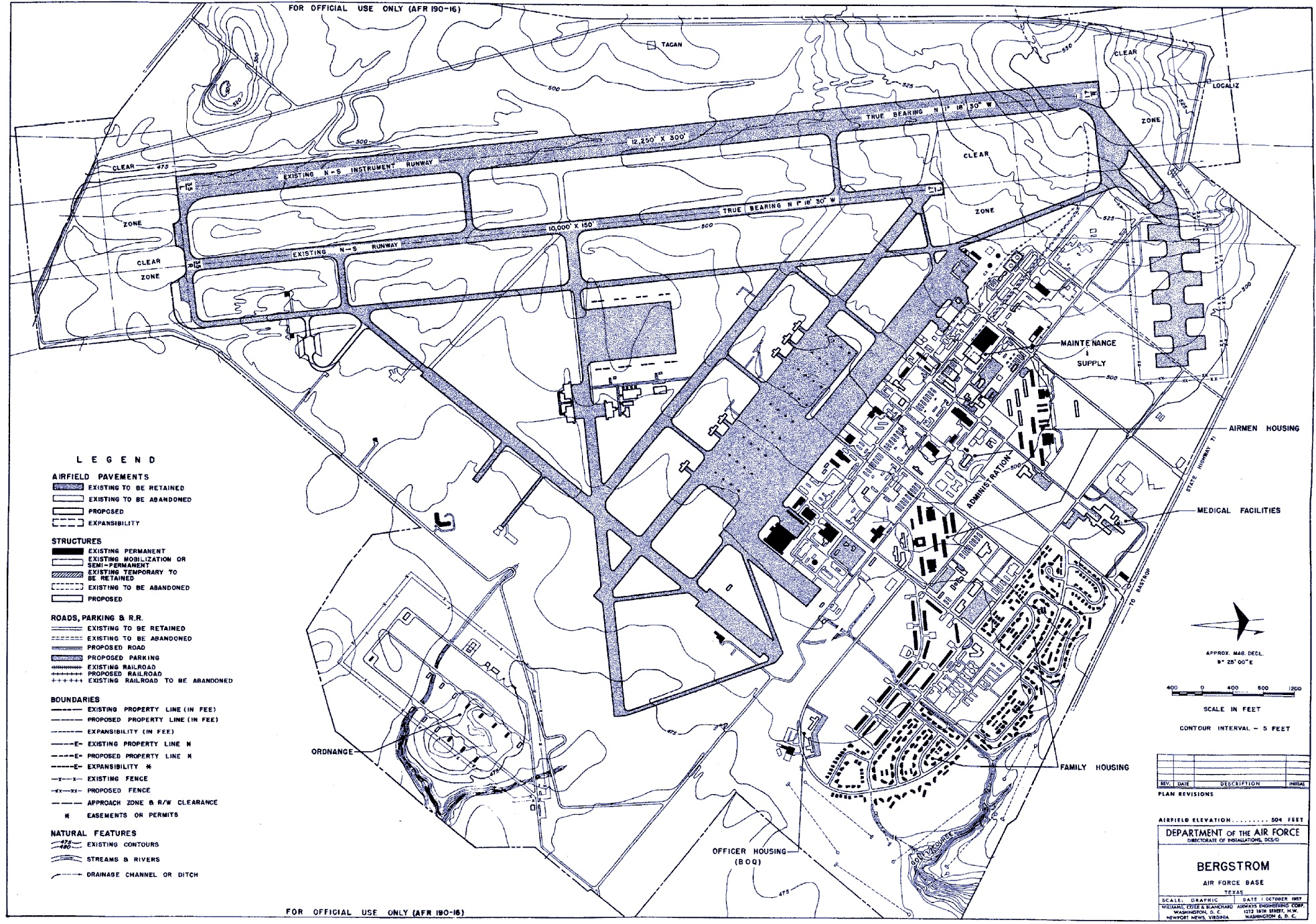
Lageplan der Bergstrom Air Force Base von 1956

Am 19. September 1942 richtete die United States Army auf einem von der Stadt Austin gepachteten Gelände das Del Valle Airfield ein. Am 3. März 1943 wurde es zu Ehren von John August Earl Bergstrom, dem ersten Bürger von Austin, der im Zweiten Weltkrieg gefallen war, in Bergstrom Army Airfield und am 11. November 1943 in Bergstrom Field umbenannt. Nach Gründung der United States Air Force übernahm diese das Gelände und am 24. Juni 1948 erhielt die Einrichtung den Namen Bergstrom Air Force Base.

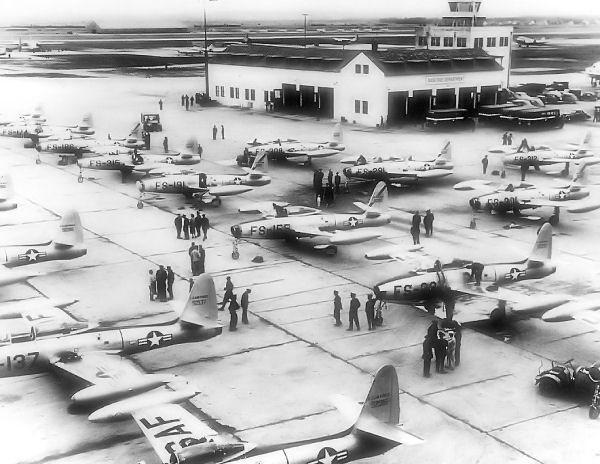
Republic F-84G auf der Bergstrom Air Force Base im September 1950

Während des Zweiten Weltkriegs und in der Nachkriegszeit wurde der Flughafen vor allem für die Ausbildung der auf Transportflugzeugen eingesetzten Besatzungen verwendet. Dabei wurden unter anderem auch Piloten für die Berliner Luftbrücke ausgebildet. Zwischen 1945 und 1957 wechselte die Unterstellung der Basis mehrfach, ab Oktober 1958 wurde sie dem Strategic Air Command unterstellt. Für den Betrieb von Boeing B-52 Bombern und KC-135 Tankflugzeugen wurde die vorhandene Landebahn verlängert und ausgebaut. Im Juli 1966 wurde die Basis dem Tactical Air Command unterstellt. Das Hauptquartier der 12th Air Force verlegte nach Bergstrom und bezog ein markantes rundes Gebäude. Der Platz beheimatete nun primär Aufklärungsflugzeuge vom Typ RF-4C Phantom. Ab Juli 1971 führte die 67th Tactical Reconnaissance Wing (TRW) Flugbetrieb mit diesem Aufklärungsflugzeug dort durch. Von 1982 bis 1989 bildete die 67th TRW deutsche Besatzungen der beiden damaligen Aufklärungsgeschwader 51 „Immelmann“ und 52 zur Musterberechtigung auf der RF-4E Phantom und in der Aufklärungsrolle aus.
Im Rahmen der Verringerung der amerikanischen Militärstandorte, der Base Closure and Realignment (BRAC), entschied die US-Administration Bergstrom AFB zu schließen. Am 30. September 1993 verließen die letzten Air-Force-Einheiten die Bergstrom Air Force Base, Einheiten der Air Force Reserve waren noch bis zum 31. März 1996 stationiert. Am 30. September 1996 wurde die Basis offiziell geschlossen. Mit Ausnahme der Landebahn und des früheren Hauptquartiers der Air Force wurden die meisten Gebäude und Einrichtungen abgerissen.
In den 1960er Jahren landete Air Force One immer dann auf der Bergstrom Air Force Base wenn Präsident Lyndon B. Johnson zwischen Washington, D.C. und seiner Ranch bei Austin pendelte.

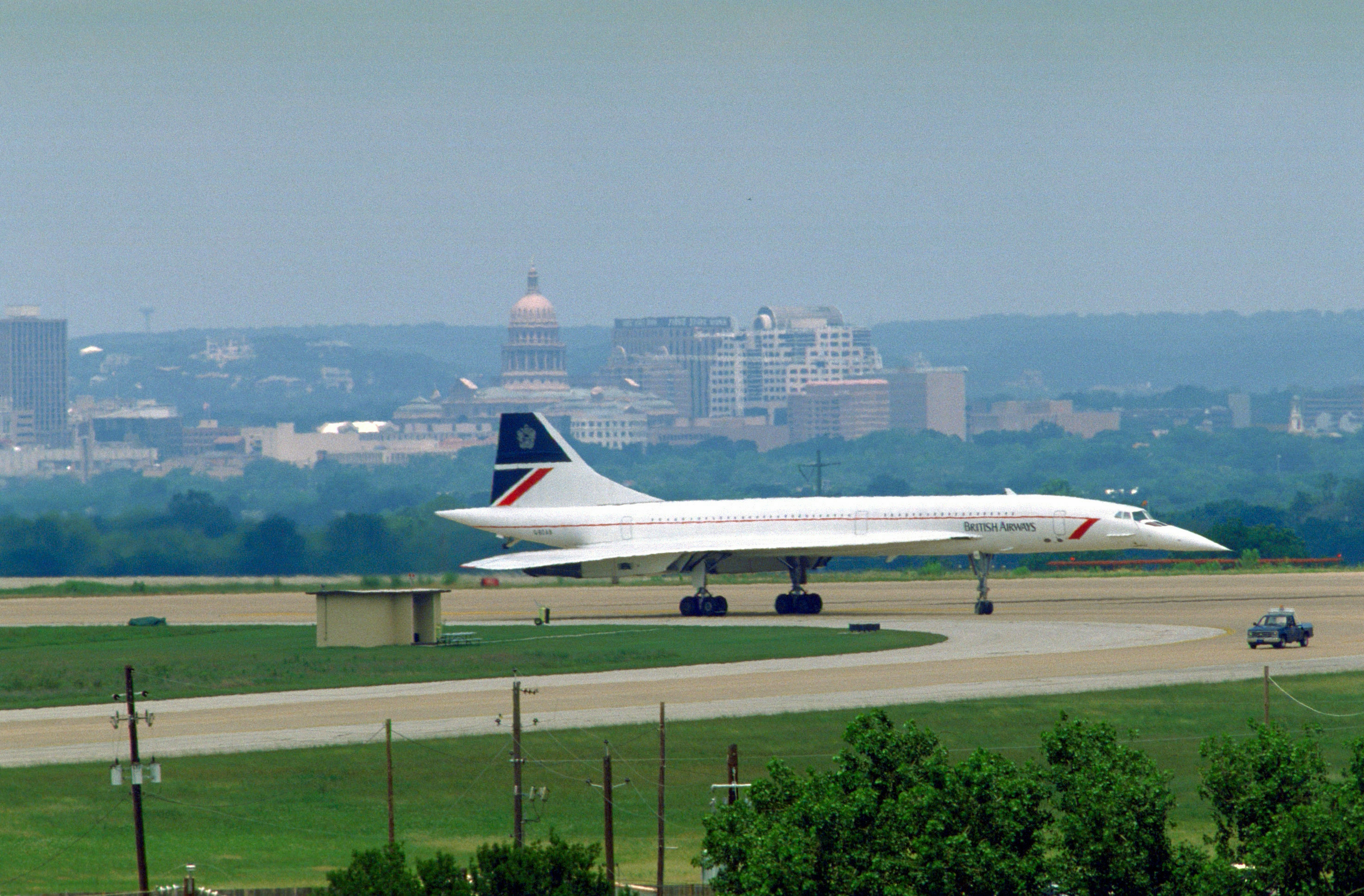
British Airways Concorde auf der Bergstrom Air Force Base 1991

Am 20. Mai 1991 landete eine Concorde der Fluggesellschaft British Airways mit Königin Elizabeth II an Bord im Rahmen ihres Staatsbesuches in den USA auf der Bergstrom AFB.

### Austin-Bergstrom International Airport
Bereits 1976 hatte die Stadt Austin eine gemeinsame Nutzung des Flughafens vorgeschlagen, dies wurde von der Air Force jedoch 1978 abgelehnt. 1987 wurde in einem Referendum ein Gelände bei Manor für einen neuen Flughafen ausgewählt, der den bisherigen Mueller Municipal Airport ablösen sollte. Mit der Schließung der Bergstrom Air Force Base wurden diese Pläne obsolet, stattdessen wurde ein neuer Flughafen auf deren bisherigem Gelände errichtet. Am 19. November 1994 begannen die Bauarbeiten, dabei wurde ein neues Terminal mit 25 Gates und eine neue Start- und Landebahn parallel zur bisherigen errichtet. Die frühere zweite Start- und Landebahn wurde anschließend geschlossen und teilweise abgerissen.
Am 30. Juni 1997 nahm der Flughafen für die Luftfracht den Betrieb auf, am 23. Mai 1999 wurde der gesamte Flugverkehr vom Mueller Municipal Airport übernommen.
Am 3. März 2014 nahm British Airways Linienflüge nach London auf, es handelte sich um den ersten Interkontinentalflug in der Geschichte des Flughafens. Am 15. Dezember 2014 wurde eine Erweiterung der Grenzkontrolle in Betrieb genommen. Am 13. April 2017 folgte das South Terminal, welches für 40 Jahre von der LoneStar Airport Holdings, LLC betrieben werden sollte. Am 21. Februar 2019 wurde eine Erweiterung im Osten des Barbara Jordan Terminals mit neun Flugsteigen in Betrieb genommen.
2022 versuchte die Stadt Austin, vorzeitig die Kontrolle über das South Terminal zu übernehmen, um es für einen Ausbau des Flughafens und insbesondere des überlasteten Barbara Jordan Terminals abzureißen. Ursprünglich wurden dem Betreiber LoneStar Airport Holdings, LLC 1,9 Millionen US-Dollar angeboten, im Februar 2023 wurde die Stadt Austin von einem Gericht jedoch zu einer Zahlung von 90 Millionen US-Dollar verurteilt. Im Juni 2023 einigte man sich auf eine Zahlung von 88 Millionen US-Dollar.

## Flughafenanlagen
Der Austin-Bergstrom International Airport hat eine Fläche von 1717 Hektar.

### Start- und Landebahn
Der Austin-Bergstrom International Airport verfügt über zwei parallele Start- und Landebahnen. Die östliche Start- und Landebahn trägt die Kennung 18L/36R, ist 2743 Meter lang, 46 Meter breit und wurde zwischen 1995 und 1997 errichtet. Die westliche Start- und Landebahn trägt die Kennung 18R/36L, ist 3734 Meter lang, 46 Meter breit und wurde ursprünglich im Jahr 1957 errichtet. Die Start- und Landebahnen haben einen Belag aus Beton. Daneben sind die Landebahnen 18R, 36L und 36R mit CAT I-Instrumentenlandesystemen ausgestattet, die Landebahn 18L hat eine CAT IIIb Instrumentenlandesystem. Zwischen den Start- und Landebahnen besteht, ausgehend von der Bahnmitte, ein Abstand von rund 2042 Metern, daher können sie unabhängig voneinander betrieben werden. Die westliche Start- und Landebahn 18R/36L ist Lyndon B. Johnson gewidmet, während die östliche Start- und Landebahn 18L/36R J. J. Pickle gewidmet ist.

### Passagierterminals
Der Austin-Bergstrom International Airport verfügt über zwei getrennte Passagierterminals.

#### Barbara Jordan Terminal
Das größere Terminal liegt im Norden des Flughafengeländes, ist nach der Politikerin Barbara Jordan benannt und wurde gemeinsam mit dem Flughafen im Jahr 1999 in Betrieb genommen. Es wurde bereits während der Bauphase erstmals erweitert. Seit dem Abschluss der letzten Erweiterung im Jahr 2019 hat das Terminal eine Fläche von rund 98.013 Quadratmetern und verfügt über 34 Flugsteige mit Fluggastbrücken. Die Kapazität wird mit rund 15 Millionen Passagieren pro Jahr angegeben. 2024 wurden im Barbara Jordan Terminal 21.231.978 Passagiere abgefertigt, damit war es bereits überlastet. Eine Erweiterung um einen südlich gelegenen Midfield Concourse befindet sich in Planung. Es wird von Aeroméxico, Air Canada, Alaska Airlines, American Airlines, British Airways, Copa Airlines, Delta Air Lines, Jetblue Airways, KLM Royal Dutch Airlines, Lufthansa, Southwest Airlines, Spirit Airlines, Sun Country Airlines, United Airlines, Viva Aerobus und Westjet Airlines genutzt.

#### South Terminal
Das South Terminal wurde 2017 eröffnet und wird noch von der LoneStar Airport Holdings, LLC betrieben. Es ist nur über eine Zufahrt im Süden des Flughafens erreichbar und soll für eine Erweiterung des Barbara Jordan Terminals abgerissen werden. Das Terminal hat eine Fläche von rund 2655 Quadratmetern und drei Flugsteige ohne Fluggastbrücken. 2024 wurden im South Terminal 530.926 Passagiere abgefertigt. Das South Terminal wird derzeit von Allegiant Air und Frontier Airlines sowie für einige Charterflüge genutzt.

### Sonstige Einrichtungen
Die Frachtterminals befinden sich im Norden des Flughafenterminals. Sie werden unter anderem von DHL, FedEx und UPS Airlines genutzt.
Im Süden des Flughafens befindet sich ein United States Army Reserve Center. Es handelt sich um die Austin Army Aviation Support Facility der Texas Army National Guard. Auf dem Vorfeld der Einrichtung befinden sich 23 Abstellpositionen für Hubschrauber, auf einem Rollweg zum zvilien Teil des Flughafens befindet sich ein eigener Hubschrauberlandeplatz.

## Fluggesellschaften und Ziele
Der Austin-Bergstrom International Airport wird regelmäßig von 18 Fluggesellschaften genutzt. Im Jahr 2024 hatte Southwest Airlines bei den Passagieren einen Marktanteil von 41,2 Prozent, gefolgt von American Airlines mit 19,6 Prozent, Delta Air Lines mit 15,3 Prozent und United Airlines mit 11,8 Prozent.
Es werden 75 Ziele in den Vereinigten Staaten und 13 internationale Ziele in Europa und Nordamerika angeflogen. Seit Mai 2019 fliegt die Lufthansa, mit einer durch die COVID-19-Pandemie bedingten Unterbrechung, zwischen Frankfurt und Austin. Zuvor bot Condor Flugdienst saisonale Flüge zwischen den beiden Städten an, stellte die Flüge jedoch nach der Ankündigung der Lufthansa-Flüge ein.

## Verkehrszahlen
| Jahr | Fluggastaufkommen | Fluggastaufkommen | Fluggastaufkommen | Luftfracht (Tonnen) (mit Luftpost) | Flugbewegungen (mit Militär) |
| Jahr | National          | International     | Gesamt            | Luftfracht (Tonnen) (mit Luftpost) | Flugbewegungen (mit Militär) |
| ---- | ----------------- | ----------------- | ----------------- | ---------------------------------- | ---------------------------- |
| 2024 | 20.679.664        | 1.083.240         | 21.762.904        | 136.939                            | 259.967                      |
| 2023 | 21.070.731        | 1.025.145         | 22.095.876        | 128.391                            | 275.779                      |
| 2022 | 20.180.336        | 908.953           | 21.089.289        | 140.767                            | 268.830                      |
| 2021 | 13.329.240        | 241.531           | 13.570.771        | 108.526                            | 203.389                      |
| 2020 | 6.391.070         | 81.509            | 6.472.579         | 99.847                             | 131.342                      |
| 2019 | 16.813.342        | 530.387           | 17.343.729        | 82.684                             | 209.726                      |
| 2018 | 15.382.909        | 437.003           | 15.819.912        | 82.798                             | 210.080                      |
| 2017 | 13.559.357        | 329.948           | 13.889.305        | 85.893                             | 199.632                      |
| 2016 | 12.161.555        | 275.294           | 12.436.849        | 79.261                             | 192.032                      |
| 2015 | 11.653.899        | 244.060           | 11.897.959        | 71.434                             | 191.193                      |
| 2014 | 10.554.985        | 163.869           | 10.718.854        | 70.507                             | 182.468                      |
| 2013 | 9.962.684         | 55.274            | 10.017.958        | 71.919                             | 176.647                      |
| 2012 | 9.401.806         | 28.508            | 9.430.314         | 70.587                             | 172.248                      |
| 2011 | 9.071.506         | 9.369             | 9.080.875         | 69.568                             | 176.331                      |
| 2010 | 8.638.721         | 5.102             | 8.643.823         | 69.409                             | 176.914                      |
| 2009 | 8.187.746         | 30.180            | 8.217.926         | 70.992                             | 174.514                      |
| 2008 | 8.947.364         | 91.711            | 9.039.075         | –                                  | 207.713                      |
| 2007 | 8.858.289         | 27.102            | 8.885.391         | –                                  | 212.240                      |
| 2006 | 8.253.556         | 7.754             | 8.261.310         | –                                  | 205.441                      |
| 2005 | 7.666.898         | 16.647            | 7.683.545         | –                                  | 213.010                      |
| 2004 | 7.208.690         | 29.955            | 7.238.645         | –                                  | 221.850                      |
| 2003 | 6.673.890         | 32.495            | 6.706.385         | –                                  | 222.100                      |
| 2002 | 6.698.550         | 22.118            | 6.720.668         | –                                  | 217.359                      |
| 2001 | 7.167.264         | 13.926            | 7.181.190         | –                                  | 220.439                      |
| 2000 | 7.621.312         | 21.029            | 7.642.341         | –                                  | 212.635                      |

### Verkehrsreichste Strecken
| Rang | Stadt                       | Passagiere | Fluggesellschaft                              |
| ---- | --------------------------- | ---------- | --------------------------------------------- |
| 01   | Atlanta, Georgia            | 623.930    | Delta, Frontier, Southwest                    |
| 02   | Denver, Colorado            | 592.320    | Frontier, Southwest, United                   |
| 03   | Dallas/Fort Worth, Texas    | 588.320    | American                                      |
| 04   | Los Angeles, Kalifornien    | 483.090    | American, Delta, Southwest, Spirit, United    |
| 05   | Las Vegas, Nevada           | 432.270    | Allegiant, Delta, Frontier, Southwest, Spirit |
| 06   | Phoenix-Sky Harbor, Arizona | 396.960    | American, Frontier, Southwest                 |
| 07   | Chicago–O’Hare, Illinois    | 368.980    | American, Frontier, Southwest, United         |
| 08   | Orlando, Florida            | 340.090    | Delta, Frontier, Southwest, Spirit            |
| 09   | New York–JFK, New York      | 327.940    | American, Delta                               |
| 10   | Nashville, Tennessee        | 298.920    | Delta, Southwest                              |

## Zwischenfälle
- Am 19. Februar 1961 flog die private Convair CV-240-0 des US-amerikanischen Vizepräsidenten Lyndon B. Johnson (Luftfahrzeugkennzeichen N94256) in zerklüftetes Hügelland nahe seiner LBJ Ranch, etwa 80 Kilometer westlich der Austin-Bergstrom Air Force Base. Dorthin wollten die Piloten zurückkehren, weil das Wetter am Flugplatz der Ranch zu schlecht war. Beide Piloten, die einzigen Insassen, wurden getötet.[26]

- Am 7. Mai 2020 wurde eine auf der Landebahn 17R befindliche Person von einer rollenden Boeing 737-700 der Southwest Airlines tödlich getroffen. Die Maschine führte den Flug von Dallas Love Field nach Austin durch (siehe auch Southwest-Airlines-Flug 1392).[27][28]